# Euploea eunice
Euploea eunice is een vlinder uit de familie Nymphalidae, onderfamilie Danainae.
De wetenschappelijke naam van de soort is voor het eerst geldig gepubliceerd in 1819 door Jean Baptiste Godart.